# رابرت جی. کارد
رابرت جی. کارد (انگلیسی: Robert G. Card) (زاده ۱۹۵۳) کارآفرین، بازرگان و مدیر ارشد اجرایی آمریکایی است، که در حال حاضر به‌عنوان مدیر عامل اجرایی شرکت اس‌ان‌سی-لاوالین فعالیت می‌کند.